# Brignano-Frascata
Brignano-Frascata és un municipi situat al territori de la província d'Alessandria, a la regió del Piemont, (Itàlia).
Limita amb els municipis de Casasco, Cecima, Dernice, Garbagna, Gremiasco, Momperone i San Sebastiano Curone.

## Galeria

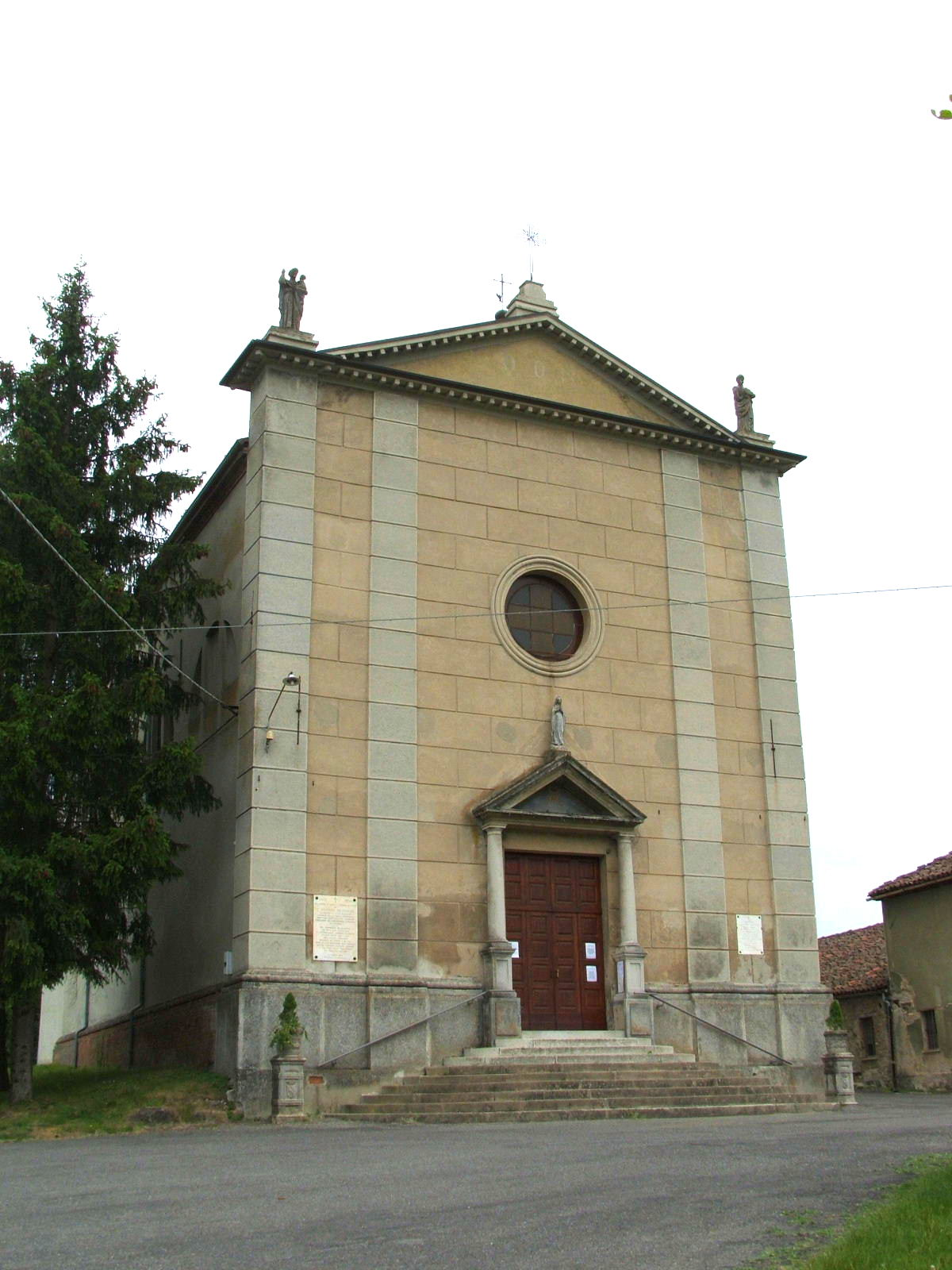
Església parroquial
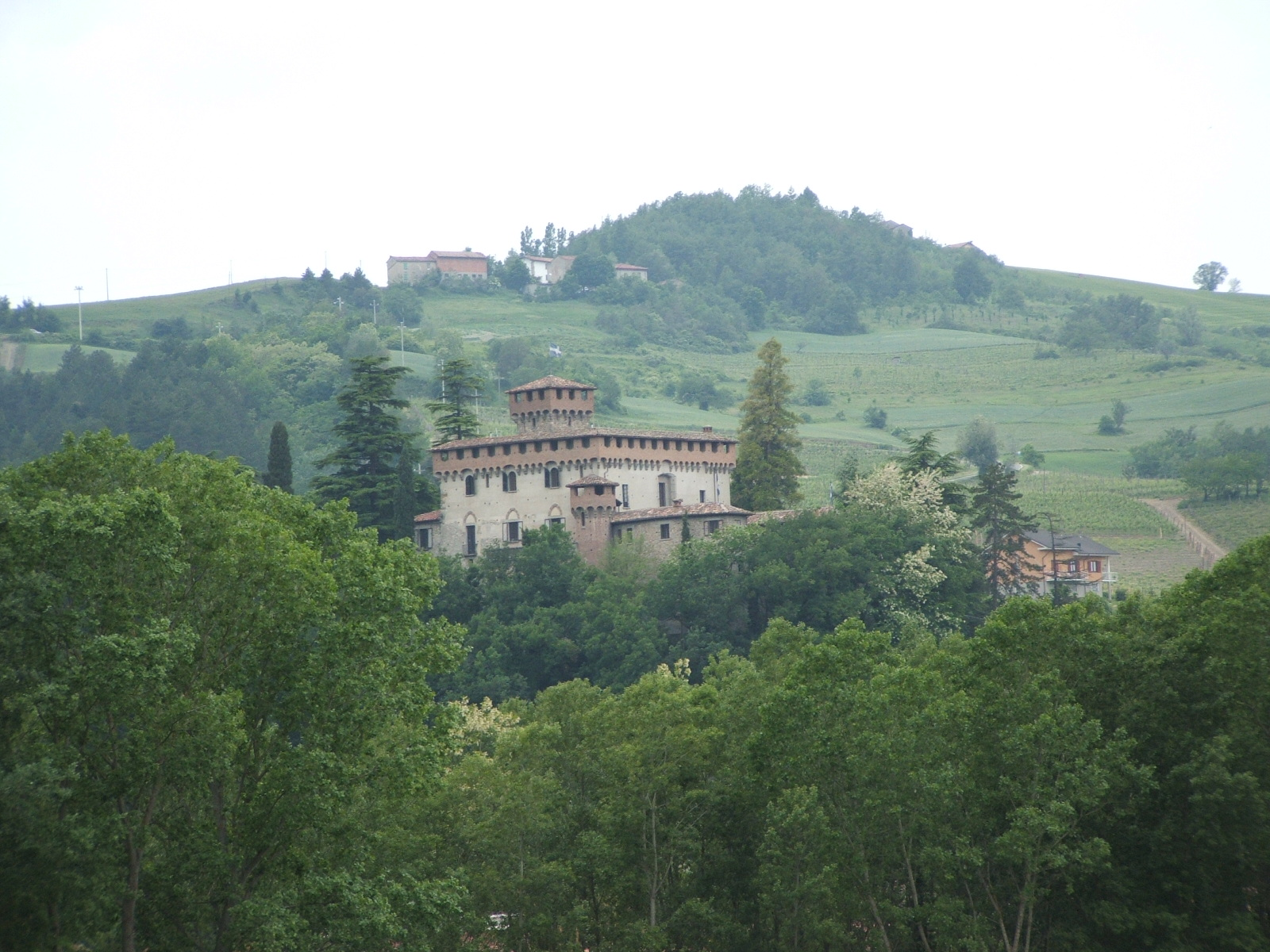
Castello Bruzzo
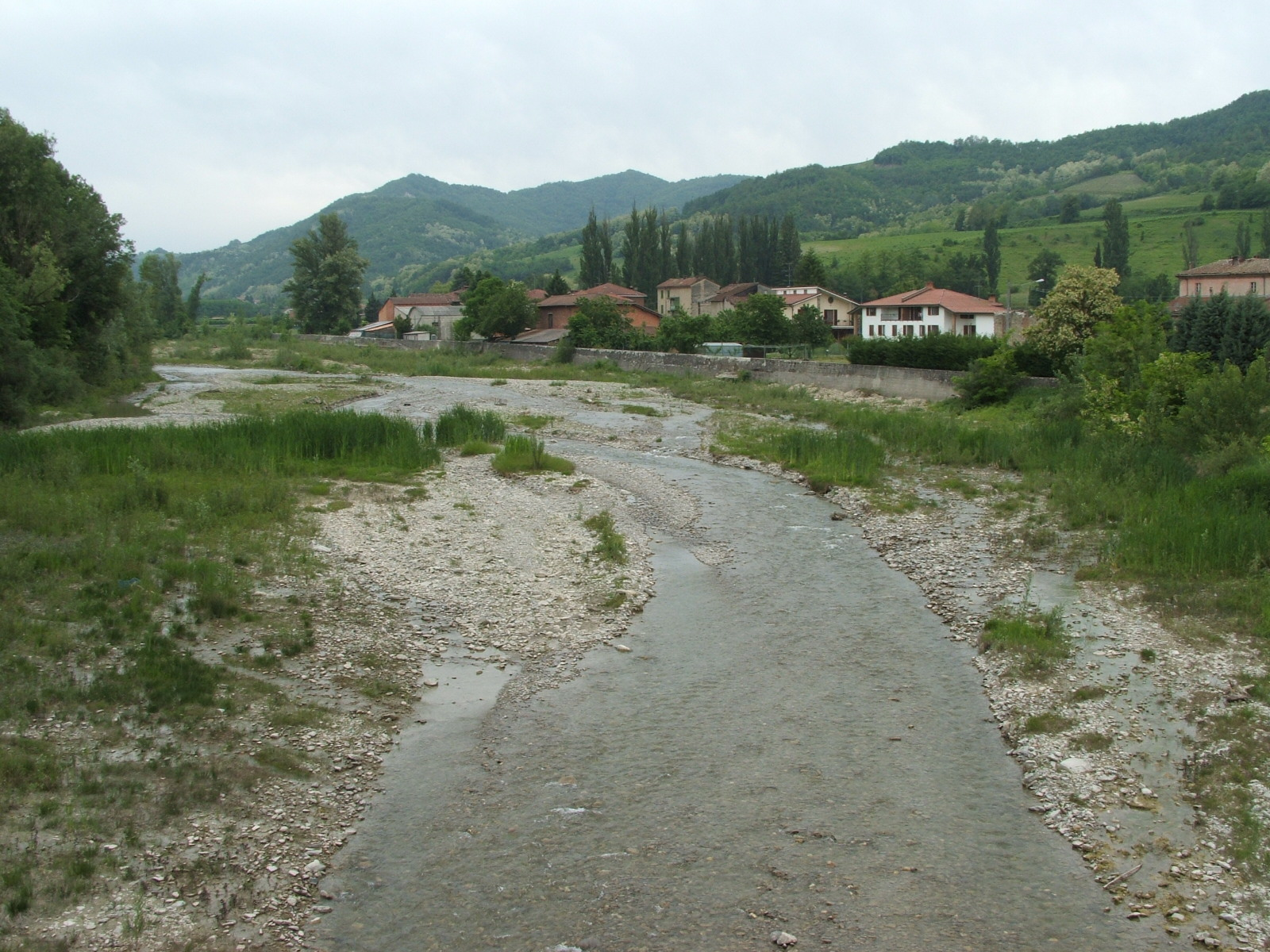
Torrente Curone